# KUDU
KUDU je americká hudební skupina. Vznikla v roce 2000 v New Yorku a tvoří ji zpěvačka a baskytaristka Sylvia Gordon, bubeník Deantoni Parks a klávesista Nick Kasper. Své první album nazvané Kudu skupině roku 2001 vydalo hudební vydavatelství Velour Recordings. Druhé s názvem Death of the Party vyšlo v roce 2006 u společnosti Nublu Records a vedle dvou členů kapely (bez Kaspera) se na něm podíleli například kytarista Ari Raskin, klavírista James Hurt (zde hrající na syntezátor) a hornista Clark Gayton. V roce 2008 skupina jako trio vydala kolekci remixů s názvem Back for More: A Remix Collection. Kapela rovněž vydala několik singlů, často doplněných o remixované verze původních písní. Sylvia Gordon v roce 2015 prozradila, že skupina má nahrané album, které dosud nebylo vydáno.

## Diskografie
Studiová alba
- Kudu (2001)
- Death of the Party (2006)
- Back for More: A Remix Collection (2008)

singly a EP
- I've Been Hit (12"; 2001)
- Boom Boom (12"; 2004)
- Bar Star (12"; 2005)
- Playing House (12"; 2006)